# Покровский храм (Вулканешты)
Православная церковь «Покров Пресвятой Владычицы нашей Богородицы Марии» города Вулканешты — городской православный храм. До 1949 году главным городским православным храмом была деревянная Свято-Успенская церковь, которая сгорела при пожаре в 1949 году. Строительство новой, Свято-Покровской церкви началось в 1996 году и закончилось в 2023 году. Новая церковь является одной из самых больших в Молдове (длина 36 метров, ширина 32 метра, высота 38 метров).

## История
Церковь в селе Вулканешты существовала до 1811 года, это подтверждается сведениями из переписи 1818, где указан священник Георгий (57 лет) как переселенец во время русско-турецкой войны 1787—1791 годов.
В 1930-е годы здание церкви окончательно обветшало, и было решено построить новую церковь. 9 августа 1939 г. был заключен контракт на строительство между православным приходом коммуны Вулканешты в лице священника Леонида Столярова и инженером по строительству Николаем Валериановичем Кутовым из города Бендеры. Под контрактом подписались священник Леонид Столяров, прихожане, члены комитета по строительству церкви.
27 августа 1939 года состоялось пленарное заседание Комитета по строительству церкви в коммуне Вулканешты, но новую церковь не успели построить до начала Великой Отечественной войны. В 1949 году деревянная Свято-Успенская церковь сгорела при пожаре после удара молнии, и город на долгие годы остался без православного храма.

## Строительство новой церкви
В 1941 году началась Великая Отечественная война. Камни для строительства церкви были разобраны местными жителями на хозяйственные нужды и частично использованы для строительства летнего кинотеатра в 50-е годы. Впоследствии, по решению городских властей, в начале 90-х годов, полуразрушенный летний кинотеатр был разобран прихожанами, и стройматериалы были использованы при начале строительства нового храма Покрова Пресвятой Богородицы.
В 1992 году прихожанами была построено небольшое помещение для проведения богослужения до окончания строительства основного храма.
Первым священником возрождённой церкви Покрова Пресвятой Богородицы в 1992 году стал отец Василий.
С 1994 года по настоящее время священником в этой церкви Покрова Пресвятой Богородицы служит протоиерей Анатолий.
В июле 1996 года состоялось освящение фундамента основного храма, которое совершил Митрополит Кишинёвский и Всея Молдова Владимир.
В октябре 2017 года Комиссия по культуре, образованию, исследованиям, молодежи, спорту и СМИ Парламента Молдавии приняла законопроект об освобождении от уплаты таможенных платежей на 190 тысяч леев для покупки в России церковных колоколов. В октябре 2019 года строящийся храм посетили Игорь Додон, Ирина Влах и посол России Олег Васнецов. В 2021 году правительство выделило примарии города 700 тысяч леев на завершение строительства. По решению Совета православных христиан Вулканештского храма деньги были направлены на покупку напольного отопления и двух котлов.
16 апреля 2023 года в день Святой Пасхи прошло первое богослужение в новом храме.

## Иконы XIX века
Свято — Успенская церковь была поражена молнией в 1949 году после чего здание загорелось. Иконы написанные неизвестным художникам в середине XIX века находились в Свято — Успенской церкви до происшествия, которые в последствии были вынесены прихожанами.
Всего было девять икон, среди которых:
- Икона Господа Иисуса Христа,1854 г.;
- Икона Иисус Христос с крестом;
- Икона Святой мученик Георгий;
- Икона Иоанн Креститель,1866 г.;
- Икона Архангел Гавриил, 1866 г.;
- Икона Святого Афанасий Иерусалимский;
- Икона Василий Великий;
- Икона Моления у чаши Иисуса Христа;
- Икона Нагорное место.

Икона Иисус Христос с крестом по сей день находится в старой церкви.

## Архитектура
Архитектура храма типична для молдавских церквей. Церковь делится на три условные части: алтарь, наос и пронаос. Декор здания выполнен в классическом стиле. Церковь является одной из самых больших в Молдове (длина 36 метров, ширина 32 метра, высота 38 метров).